# 科扎茨凱 (波迪利斯克區)
47°59′44″N 29°38′46″E / 47.99556°N 29.64611°E
科扎茨凱（烏克蘭語：Козацьке）是位於烏克蘭西南部的村莊，由敖德萨州波迪利斯克区的巴爾塔市鎮負責管轄。該村處於巴蒂若克河畔，始建於1760年，面積2.86平方公里，海拔高度154米，2001年人口635。